# Confessions
Confessions er en britisk stumfilm fra 1925 instrueret af W. P. Kellino.

## Medvirkende
- Ian Hunter som Charles Oddy
- Joan Lockton som Phoebe Vollings
- Eric Bransby Williams som Percy Denham
- Gladys Hamer som Ada Best
- Fred Raynham som E.H. Slack
- W.G. Saunders som James Barnes
- Lewis Shaw som Henry
- Moore Marriott som Hardy